# 伊藤真 (ラグビー選手)
伊藤 真（いとう しん、1987年12月8日 - ）は、日本の元ラグビー選手。現在ジャパンラグビーリーグワン東芝ブレイブルーパス東京のスタッフを務めている。

## プロフィール
- 東京都出身。
- ポジションはウィング(WTB)。
- 身長 180 cm、体重 86 kg
- ニックネームはシン。
- 青山学院初等部→青山学院中等部→青山学院高等部→青山学院大学[1]
- 7人制日本代表スコッドに選ばれたことがある[2]。
- 尊敬する人物は元チームメイトの松田努。

## 略歴
8歳からラグビーを始めた。
2006年、青山学院高校卒業後、青山学院大学に入学する。
2009年、青山学院大学ラグビー部の主将に就任した。
2010年、青山学院大学卒業後、東芝ブレイブルーパスに加入。同年12月11日に行われたジャパンラグビートップリーグ第10節の神戸製鋼コベルコスティーラーズ戦に先発出場で公式戦初出場を果たす。
2019年、現役を引退した。
2021年、東芝ブレイブルーパス東京のスタッフに異動。